# 針突

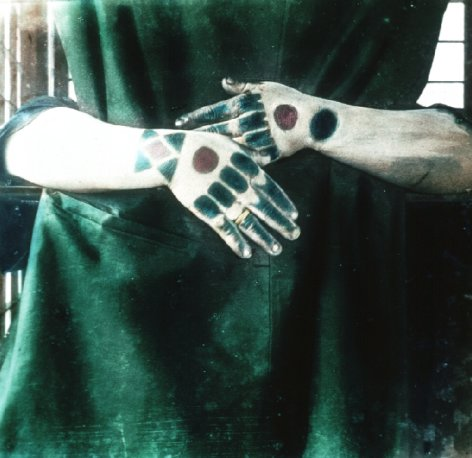
沖縄本島の針突（アール・ブール撮影）

針突（はじち、はづき）は、琉球諸島でおこなわれる入れ墨である。

## 習俗

### 名称と分布
琉球諸島における入れ墨文化は、喜界島ないし奄美大島を北限、与那国島を南限とする広い範囲に分布する。入れ墨を言い表す名称は非常に多様であるが、ハヅキないしハジチがもっとも一般的な名称である。両者をはじめとする「針突」系の名称は、針で突いて入れ墨をほどこすことに由来するが、石垣島などを中心に手突（テーツキ）、竹富島などで色付（イルヅキ）といった呼称も使われる。
|            | 島名       | 小地域名   | 名称                                                                                   |
| ---------- | ---------- | ---------- | -------------------------------------------------------------------------------------- |
| 奄美群島   | 喜界島     | 喜界島     | ハヅキ、ファヅキ、ハヅチ                                                               |
| 奄美群島   | 奄美大島   | 奄美大島   | ハヅキ、ハジキ、ハリヅキ、ハジチ、ツキュン、ハリツキ、ハジキハリ、テイチキ、アヤハヅキ |
| 奄美群島   | 加計呂麻島 | 加計呂麻島 | ハヅキ、ハジキ、ハンヅキ                                                               |
| 奄美群島   | 与路島     | 与路島     | ハンヅキ                                                                               |
| 奄美群島   | 徳之島     | 徳之島     | ハンジキ、ハンヅキ、テハンヅキ、アヤハンヅキ                                           |
| 奄美群島   | 沖永良部島 | 沖永良部島 | ハンジキ、ハンジチ、ハジチ、アヤハジチ、パンジキ、アヤハンヅキ、タマハンヅキ           |
| 奄美群島   | 与論島     | 与論島     | パンジキ、ハンジキ                                                                     |
| 沖縄諸島   | 伊平屋島   | 伊平屋島   | ファジチ                                                                               |
| 沖縄諸島   | 沖縄本島   | 全域       | ハジチ、ハジキ                                                                         |
| 沖縄諸島   | 沖縄本島   | 国頭       | ハジキ、ファジチ（辺土名）                                                             |
| 沖縄諸島   | 沖縄本島   | 大宜味     | ファジチ                                                                               |
| 沖縄諸島   | 沖縄本島   | 金武       | ファジキ、ハジョキ、ハヅキ、ハジュキ                                                   |
| 沖縄諸島   | 沖縄本島   | 名護       | ファドゥキ、ピジキ、ハドゥキ、パジキ                                                   |
| 沖縄諸島   | 沖縄本島   | 恩納       | ファジチ                                                                               |
| 沖縄諸島   | 沖縄本島   | 宜野座     | ファルチ、ハルチ                                                                       |
| 沖縄諸島   | 沖縄本島   | 読谷       | ハジチ、ハジキ、ハヅキ                                                                 |
| 沖縄諸島   | 沖縄本島   | 首里       | チチュン                                                                               |
| 沖縄諸島   | 沖縄本島   | 那覇       | ハジチ、ファジチ                                                                       |
| 沖縄諸島   | 沖縄本島   | 糸満       | ハザキ、カシキ、ティーツク                                                             |
| 沖縄諸島   | 久高島     | 久高島     | パリキ                                                                                 |
| 沖縄諸島   | 久米島     | 久米島     | ハジチ、ファジチ                                                                       |
| 宮古列島   | 池間島     | 池間島     | ハジチ、ハイヅキ                                                                       |
| 宮古列島   | 大神島     | 大神島     | ペイツク                                                                               |
| 宮古列島   | 宮古島     | 全域       | ピーツキ、ピーヅキ、ピヅツキ、ピーツク                                                 |
| 宮古列島   | 宮古島     | 平良       | ピャイツキ、ハジチ、ハイヅキ、パイヅツ、ハタカラガマ、イリズミ                         |
| 宮古列島   | 宮古島     | 城辺       | ピヅツキ、ピヅキ                                                                       |
| 宮古列島   | 宮古島     | 上野       | ピツキ、ピヅキ                                                                         |
| 宮古列島   | 伊良部島   | 伊良部島   | ピーヅキ、ハイヅキ、パイヅツ、パイヅチ                                                 |
| 宮古列島   | 多良間島   | 多良間島   | パヅツク、パヅツ、パリツク                                                             |
| 宮古列島   | 水納島     | 水納島     | パイツキ                                                                               |
| 八重山列島 | 石垣島     | 石垣島     | テーツキ、ティツク                                                                     |
| 八重山列島 | 竹富島     | 竹富島     | ティーツキ、イルヅキ                                                                   |
| 八重山列島 | 黒島       | 黒島       | ハヅキ、テーチキ、テーシキ                                                             |
| 八重山列島 | 与那国島   | 与那国島   | ハジチ、ハディチ、テーチキ                                                             |

### 施術と図案
針突は多くの場合、結婚前の若い女性がおこなうものである。成人儀礼としての意味を有すとともに、地域によっては既婚者の記号でもあった。また、入れ墨を突かなければ、「他界の神に叱られ後生に行けない」「後生で葦や竹の根を掘らされ苦労する」といった宗教観に基づき針突を入れるものも多くいた。針突の施術者は専門職であり、「針突師」や「針突大工」などと呼ばれた。針突に用いる道具はおもに墨と針であり、焼酎で皮膚を消毒したのち、墨汁をつけた針で皮膚をついて施術をおこなった。入れ墨をほどこしおわったのちは、炎症を防ぐため焼酎で消毒するほか、おからでこすることもあった。
針突の模様は地域によってさまざまである。針突は手にほどこすものであり、概して指背・指の付け根・手の甲・尺骨下端部に彫り入れる。奄美群島（奄美大島・徳之島）の場合は施術師への謝礼が多ければ手首の掌側に彫り入れることもあったほか、八重山列島の場合は前腕全体にもほどこした。奄美の場合、文様は基本パターンをいくつか組み合わせたものであり、個人による差異があった。文様は島単位での共通性があり、奄美大島においては村により多少の差異が見られた。奄美大島においては、南部よりも北部のほうがより精緻な文様が突かれる傾向にあった。沖縄諸島の場合は、全域で同一の文様を突いた。宮古諸島では、文様は個々人において異なった。八重山列島においては、沖縄諸島と同様に概ね文様は統一されていたが、若干のバリエーションが存在した。

## 歴史

### 前近代
622年の『隋書』には「琉求国」の風習として「婦人、墨をもって手を黥し、虫蛇之文と為す」という記述がある。この琉求国が琉球のことであるか、台湾のことであるかについては議論の対象になっているが、小原一夫はこれが仮に台湾のことであったとしても、この地域の入れ墨の風習を考える上で重要な記述であると論じている。
1461年（天順5年）の『大明一統志』には「婦人、墨をもって手を黥し、龍虎文と為す」と記述があり、伊波普猷はこれを針突に関する最古の記録であると論じる。一方で、この記録は『隋書』の引き写しである可能性も否定できず、より確実な記述としては、1534年（嘉靖11年）の『使琉球録』にある、「其の婦人、直に墨をもって手を黥し、花草鳥獣之形と為す」が最古のものである。日本側の資料としては、1605年（慶長10年）に袋中が記した『琉球神道記』に針突に関する記述がある。1721年（康熙60年）の『中山伝信録』によれば、尚益王の時代にはこの習俗を廃止する議論もあったものの、古くからのしきたりであり、宗教的な含意もあったゆえに早急な判断はできないとして、引き続きおこないつづけることとなった。

### 近現代
1872年（明治5年）、日本政府は法令で入れ墨一般を禁止した。奄美に関しては1876年（明治9年）に文身禁止令が発布されたが、沖縄に関しては1899年（明治33年）になるまで針突は禁止されなかった。1880年（明治13年）の旧刑法においても入れ墨は禁止されていたが、県より沖縄において針突を禁止することは難しいという上奏があり、厳格な取り締まりは敬遠された。一方で、そうした状況下においても針突廃止運動はとりおこなわれた。針突は「野蛮きわまるもの」として糾弾の対象になり、ある小学校では針突を済ませた女生徒が「蛮人」であると糾弾され、塩酸で焼却するように仕向けられることすらあったという。禁止令以後、都市部では針突は比較的早く廃されたが、宮古・八重山列島などにおいてはその限りではなかった。
針突師がいなくなった後は、子ども同士で針突をほどこす「ハジチアソビ」も広く行われた。とはいえ針突は昭和初期までには廃れ、針突は次第に負の文化と認識されるようになっていった。戦後、軽犯罪法の施行により日本国内で入れ墨を禁止する法的根拠はなくなったが、市川重治が調査を開始した1975年代時点で、石垣島において針突を入れている女性はひとりしかいなく、八重山列島のほかの島にはひとりもいなかったという。また、1978年時点で、沖縄本島において完全な針突を所有していたのは明治10年代以前生まれの者のみで、明治20年代以降の出生者については、指背に小さな点模様を入れるに留まっていたという。
1980年代より沖縄県内の各自治体が針突に関する調査研究をとりおこなうようになり、1990年代には多くの報告書が刊行された。トライバルタトゥーとして針突を再興しようとする試みも存在し、針突師の平敷萌子は、2022年の『琉球新報』の取材に対して、これまで50人ほどに針突を施術したと答えている。